# Guro (Sprache)
Guro (auch bekannt als Gouro, Kwéndré, Kweni und Lo) ist eine Mandesprache, die von insgesamt etwa 500.000 Einwohnern der Elfenbeinküste gesprochen wird.
Die Hauptverbreitungsgebiete sind die Areale von Haut-Sassandra und Marahoué, welche den Distrikt Sassandra-Marahoué bilden.